# Еленово (област Благоевград)
Вижте пояснителната страница за други значения на Еленово.
Елѐново е село в Югозападна България. То се намира в община Благоевград, област Благоевград.

## География
Село Еленово се намира в планински район.

## История
В 1891 година Георги Стрезов пише за Еленово:
| „ | Еленово, чифлик, 1/2 час до града, 18 къщи българе, земледелци. | “ |

Към 1900 година според известната статистика на Васил Кънчов („Македония. Етнография и статистика“) населението на селото брои 120 души, всичките българи-християни.
Численост на населението според преброяванията през годините:
Църквата в селото „Свети Архангел Михаил“ е построена през 1952 година. 
| \| Година на преброяване \| Численост \| \| --------------------- \| --------- \| \| 1934 \| 241 \| \| 1946 \| 356 \| \| 1956 \| 503 \| \| 1965 \| 186 \| \| 1975 \| 175 \| \| 1985 \| 162 \| \| 1992 \| 160 \| \| 2001 \| 161 \| \| 2011 \| 189 \| \| 2021 \| 272 \| |           |
| Година на преброяване | Численост |
| 1934 | 241       |
| 1946 | 356       |
| 1956 | 503       |
| 1965 | 186       |
| 1975 | 175       |
| 1985 | 162       |
| 1992 | 160       |
| 2001 | 161       |
| 2011 | 189       |
| 2021 | 272       |

Преброяване на населението през 2011 г.
Численост и дял на етническите групи според преброяването на населението през 2011 г.:
|                     | Численост | Дял (в %) |
| Общо                | 189       | 100.00    |
| Българи             | 184       | 97.35     |
| Турци               | 0         | 0.00      |
| Цигани              | 0         | 0.00      |
| Други               | 0         | 0.00      |
| Не се самоопределят | 0         | 0.00      |
| Неотговорили        | 5         | 2.64      |

## Личности
Родени в Еленово
- Иван Нанев (1883- 1923), български революционер, убит от дейци на ВМРО при междуособиците в революционното движение[7]
- Любен Петров (р. 1938), български армейски офицер, бивш началник на Генералния щаб на Българската армия (1991 — 1994)